# 圣奥梅罗
圣奥梅罗（義大利語：Sant'Omero），是意大利泰拉莫省的一个市镇。总面积33平方公里，人口5469人，人口密度165.7人/平方公里（2009年）。ISTAT代码为067039。